# Anglesit
Anglesit, auch unter den bergmännischen Bezeichnungen Bleivitriol bzw. Vitriolbleierz oder chemisch als Blei(II)-sulfat bekannt, ist ein eher selten vorkommendes Mineral aus der Mineralklasse „Sulfate (und Verwandte)“. Es kristallisiert im orthorhombischen Kristallsystem mit der chemischen Zusammensetzung Pb[SO4] und entwickelt meist gut ausgebildete, flächenreiche Kristalle mit tafeligem, prismatischem oder dipyramidalem Habitus, deren Flächen entlang der c-Achse oft gestreift sind und einen diamant- bis fettähnlichen Glanz aufweisen. Anglesit kann allerdings auch in knollenförmigen, stalaktitischen, körnigen oder massigen Mineral-Aggregaten oder in derben Krusten um einen Kern aus Galenit gewickelt auftreten.
Auch Pseudomorphosen von Anglesit nach Galenit oder Umwandlungen von und nach Cerussit sind bekannt.

## Etymologie und Geschichte
Bereits 1779 beschrieb Antoine Grimoald Monnet, ein französischer Bergbau-Generalinspektor in seinem Werk Nouveau Systême de Minéralogie ein neu entdecktes Mineral, das am Parys nahe bei Amlwch auf der walisischen Insel Anglesey gefunden worden war, als vitriol de plomb (englisch: sulphate of lead, übersetzt: „Sulfat des Bleis“).
Seinen bis heute gültigen Namen Anglesit erhielt das Mineral allerdings erst 1832 durch François Sulpice Beudant (1787–1850), einen französischen Mineralogen und Physiker, der das Mineral nach seiner Typlokalität Anglesey benannte.

## Klassifikation
In der mittlerweile veralteten, aber noch gebräuchlichen 8. Auflage der Mineralsystematik nach Strunz gehörte der Anglesit zur Mineralklasse der „Sulfate, Selenate, Tellurate, Chromate, Molybdate und Wolframate“ und dort zur Abteilung der „Wasserfreie Sulfate [SO4] ohne fremde Anionen“, wo er zusammen mit Baryt, Coelestin und Hashemit die „Barytgruppe“ mit der System-Nr. VI/A.09 bildete.
Die seit 2001 gültige und von der International Mineralogical Association (IMA) verwendete 9. Auflage der Strunz’schen Mineralsystematik ordnet den Anglesit ebenfalls in die Abteilung der „Sulfate (Selenate usw.) ohne zusätzliche Anionen, ohne H2O“ ein. Diese ist allerdings weiter unterteilt nach der Größe der beteiligten Kationen, so dass das Mineral entsprechend seiner Zusammensetzung in der Unterabteilung „Mit ausschließlich großen Kationen“ zu finden ist, wo es zusammen mit Baryt, Coelestin und Olsacherit die nach wie vor existierende „Barytgruppe“ mit der System-Nr. 7.AD.35 bildet.
Auch die Systematik der Minerale nach Dana ordnet den Anglesit in die Klasse der „Sulfate, Chromate, Molybdate, Selenate, Tellurate, Selenite, Tellurite und Sulfite“ und dort in die Abteilung der „Sulfate“ ein. Hier ist er zusammen mit Baryt und Coelestin in der „Barytgruppe“ mit der System-Nr. 28.03.01 innerhalb der Unterabteilung der „Wasserfreien Säuren und Sulfate (A2+)XO4“ zu finden.

## Kristallstruktur

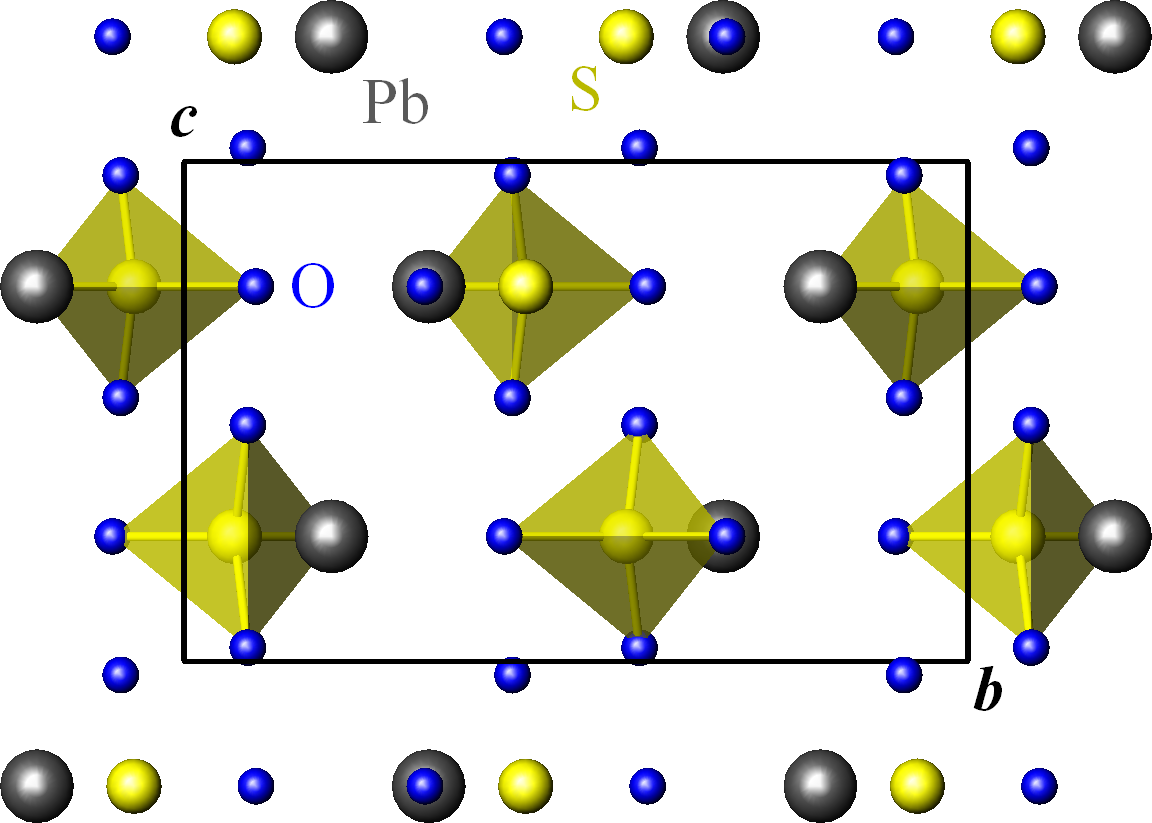
Kristallstruktur von Anglesit mit Blick in Richtung a-Achse auf die Fläche b-c
Grau: Blei, Gelb: Schwefel, Blau: Sauerstoff

Anglesit kristallisiert isotyp mit Baryt im orthorhombischen Kristallsystem in der Raumgruppe Pnma (Raumgruppen-Nr. 62) mit den Gitterparametern a = 8,48 Å; b = 5,40 Å und c = 6,96 Å sowie 4 Formeleinheiten pro Elementarzelle.
Die leicht verzerrten [SO4]2−-Tetraeder mit Schwefel im Mittelpunkt sind mit den 12-fach von Sauerstoff koordinierten Blei2+-Ionen heteropolar verbunden. Die Kristallstruktur lässt sich vereinfacht auch als deformierte Natriumchlorid-Struktur beschreiben, bei der die Natriumionen durch Bleiionen und die Chlorionen durch [SO4]-Tetraeder ersetzt sind.

## Eigenschaften
Reiner Angelesit ist farblos und durchsichtig. Durch Fremdbeimengungen kann er aber auch gelblich-weiß, grau oder grünlich gefärbt sein und seine Lichtdurchlässig nimmt entsprechend ab. Mit einer Mohshärte von 2,5 bis 3 gehört Anglesit noch zu den weichen Mineralen und lässt sich beispielsweise mit einer Kupfermünze ritzen.
Seine Dichte beträgt je nach Reinheit zwischen 6,3 und 6,4 g/cm³ (berechnet: 6,36 g/cm³) und ist damit etwa 50 % höher als die Dichte des vom Aussehen her sehr ähnlichen Schwerspates Baryt. Außerdem löst sich Anglesit im Gegensatz zu Baryt und Coelestin in konzentrierter Schwefelsäure und in Kalilauge auf. 
Unter Einwirkung von UV-Licht zeigt das Mineral bisweilen eine schwache, gelbliche Fluoreszenz.

## Bildung und Fundorte

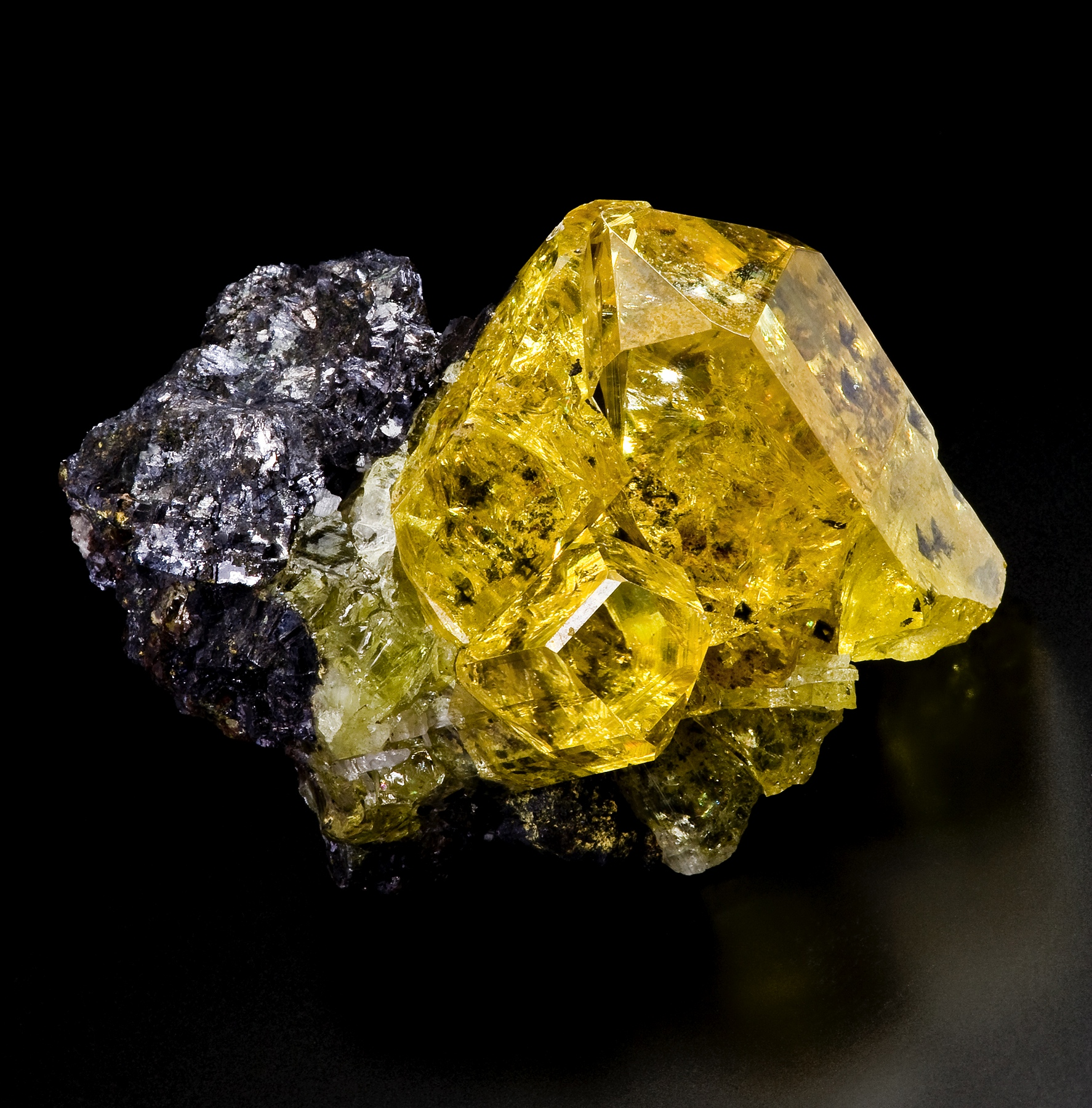
Klare, gelbliche Kristalle aus Touissit, Marokko (Größe: 4,5 × 4,2 × 2,6 cm)

Anglesit bildet sich durch Oxidation aus Galenit (Bleiglanz) und findet sich daher meist in Paragenese mit diesem und anderen Bleimineralen wie Cerussit, Lanarkit, Leadhillit, Massicotit, Mimetesit, Pyromorphit, Wulfenit, aber auch Blei-Kupfer oder Kupfer-Mineralen wie Brochantit, Caledonit, Linarit, Malachit sowie Gips und gediegen Schwefel.
Weltweit konnte Anglesit bisher (Stand: 2011) an rund 2000 Fundorten nachgewiesen werden. Erwähnenswerte Fundorte aufgrund ihrer besonders schön ausgebildeten und/oder großen Kristalle sind vor allem die Fürstenzeche bei Lam in der Oberpfalz (Bayern), wo smaragdgrüne (Bayerwaldsmaragd) und feuerrote, klar ausgebildete Anglesit-Kristalle zutage traten. Bis zu 10 cm lange, gelbliche Anglesitkristalle konnten in Touissit in der marokkanischen Präfektur Oujda-Angad gefunden werden. Aus der „Bunker Hill Mine“ bei Kellogg im Shoshone County (Idaho, USA) kennt man Anglesitfunde von bis zu 7,5 cm Länge und in der „Tsumeb Mine“ in Namibia konnten Kristalle bis etwa 4 cm Größe gefunden werden.
An deutschen Fundorten sind neben der Fürstenzeche in Bayern unter anderem noch die ebenfalls in Bayern liegenden Gemeinden Schmölz, Röhrnbach, Waldsassen und Schwandorf; viele Gegenden des Schwarzwaldes in Baden-Württemberg, Odenwald, Spessart und Taunus in Hessen; mehrere Fundpunkte im Harz in Niedersachsen und Sachsen-Anhalt; das Aachener Revier, das Bergische Land, die Eifel, das Sauer- und Siegerland in Nordrhein-Westfalen; Hunsrück, Lahntal und Westerwald in Rheinland-Pfalz; Nalbach im Saarland; das Erzgebirge in Sachsen sowie Gera, Greiz und Wurzbach in Thüringen bekannt.
In Österreich fand sich Anglesit in vielen Gegenden von Kärnten, am Schwarzberg in den Türnitzer Alpen (Niederösterreich), in mehreren Regionen von Salzburg und der Steiermark sowie in Nordtirol.
In der Schweiz konnte das Mineral bisher in den Kantonen Bern, Graubünden, Tessin, Uri, Waadt und Wallis gefunden werden.
Weitere Fundorte sind Ägypten, Argentinien, Australien, Belgien, Bolivien, Brasilien, Bulgarien, Chile, China, Eritrea, Frankreich, Gabun, Griechenland, Indien, Indonesien, Iran, Irland, Italien, Japan, Kanada, die Kanalinseln Jersey und Little Sark, Kasachstan, die Demokratische Republik Kongo, Kosovo, Kuba, Luxemburg, Madagaskar, Marokko, Mazedonien, Mexiko, Mongolei, Namibia, Neukaledonien, Neuseeland, Norwegen, Polen, Portugal, Rumänien, Russland, Sambia, Schweden, Simbabwe, Slowakei, Slowenien, Spanien, Südafrika, Tschechien, Tunesien, Türkei, Ukraine, Ungarn, Usbekistan, das Vereinigte Königreich (Großbritannien) und die Vereinigten Staaten von Amerika (USA).

## Verwendung

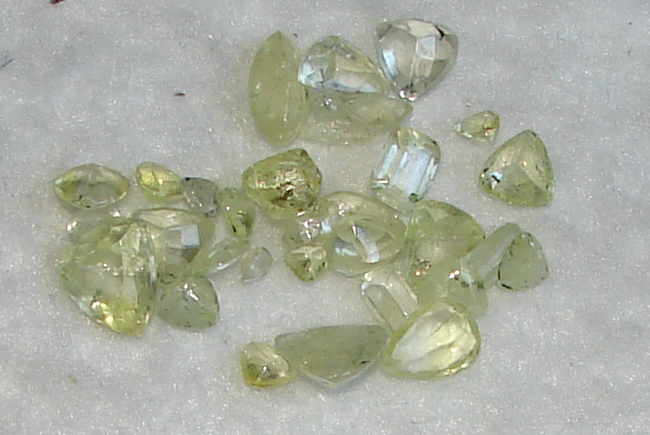
Anglesit in verschiedenen Facetten-Schliffen aus Minas Gerais

Trotz seines Bleigehaltes von bis zu 68,3 % ist Anglesit als Blei-Erz nur von örtlicher Bedeutung für die industrielle Verhüttung.
Als Schmuckstein hat Anglesit aufgrund seiner schlechten physikalischen Eigenschaften (Härte, Spaltbarkeit) keine Bedeutung. Gelegentlich wird er aber von Hobbyschleifern mit verschiedenen Glatt- oder Facettenschliffen in Form gebracht und hat dann unter interessierten Sammlern als Tausch- und Verkaufsobjekt einen gewissen Liebhaberwert.